# جون فارلي (ممثل)
جون فارلي (بالإنجليزية: John Farley)‏ هو ممثل أمريكي، ولد في 29 أكتوبر 1968 بماديسون في الولايات المتحدة.

## أعمال

### أفلام
- (2001) جو القذر[4]
- (2007) أنا الآن أعلن أنكما تشاك ولاري[5][6]

## وصلات خارجية
- جون فارلي على موقع IMDb (الإنجليزية)
- جون فارلي على موقع قاعدة بيانات الفيلم (الإنجليزية)
- جون فارلي على موقع كينوبويسك (الروسية)